# Veronika Tóbiás
Veronika Tóbiás (Esztergom, 21 de junio de 1967-27 de diciembre de 2020) fue una deportista húngara que compitió en halterofilia.
Ganó una medalla de bronce en el Campeonato Mundial de Halterofilia de 1988 y cuatro medallas en el Campeonato Europeo de Halterofilia entre los años 1988 y 1995.

## Palmarés internacional
| Campeonato Mundial | Campeonato Mundial              | Campeonato Mundial | Campeonato Mundial |
| Año                | Lugar                           | Medalla            | Categoría          |
| ------------------ | ------------------------------- | ------------------ | ------------------ |
| 1988               | Yakarta (Indonesia)             | Medalla de bronce  | +82,5 kg           |
| Campeonato Europeo |                                 |                    |                    |
| Año                | Lugar                           | Medalla            | Categoría          |
| 1988               | San Marino (San Marino)         | Medalla de bronce  | +82,5 kg           |
| 1990               | Santa Cruz de Tenerife (España) | Medalla de bronce  | +82,5 kg           |
| 1991               | Varna (Bulgaria)                | Medalla de plata   | 82,5 kg            |
| 1995               | Beer Sheva (Israel)             | Medalla de plata   | +83 kg             |